# Balance audio
Pour les articles homonymes, voir balance.
 (juin 2024).
Si vous disposez d'ouvrages ou d'articles de référence ou si vous connaissez des sites web de qualité traitant du thème abordé ici, merci de compléter l'article en donnant les références utiles à sa vérifiabilité et en les liant à la section « Notes et références ».

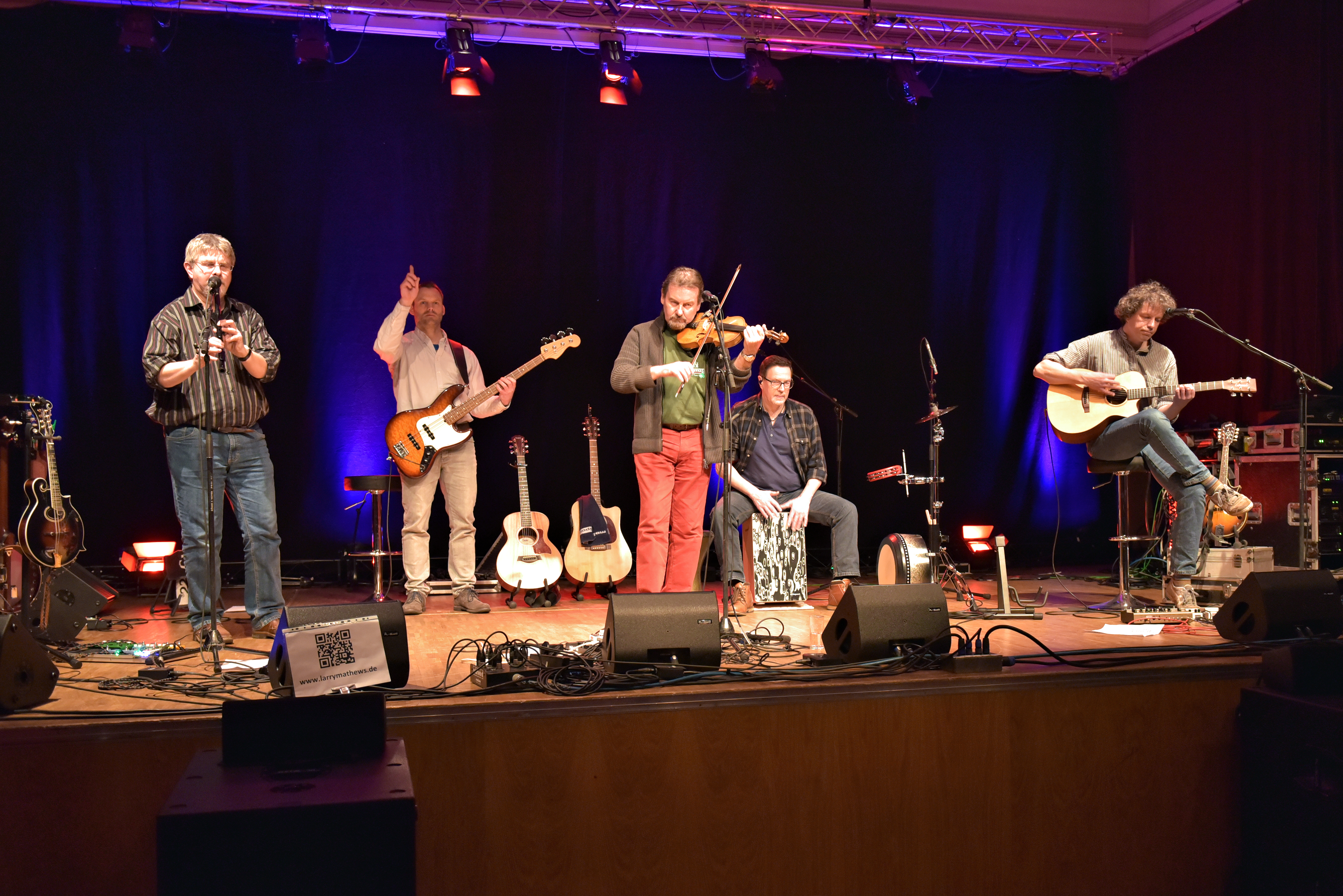
Balances audio d'un groupe à Lübeck en Allemagne, 9 mars 2018. Le bassiste communique avec l'ingénieur du son en levant le doigt (souvent un signe pour demander davantage de volume d'un instrument en particulier).

En sonorisation de concert, la balance (ou « les balances ») représente l'action de doser les niveaux sonores des différentes origines, principalement les microphones et les instruments des musiciens. La durée d’une balance est de 8h. L'objectif est d'obtenir un son équilibré pour le public et permettre aux artistes sur scène de s'entendre correctement.

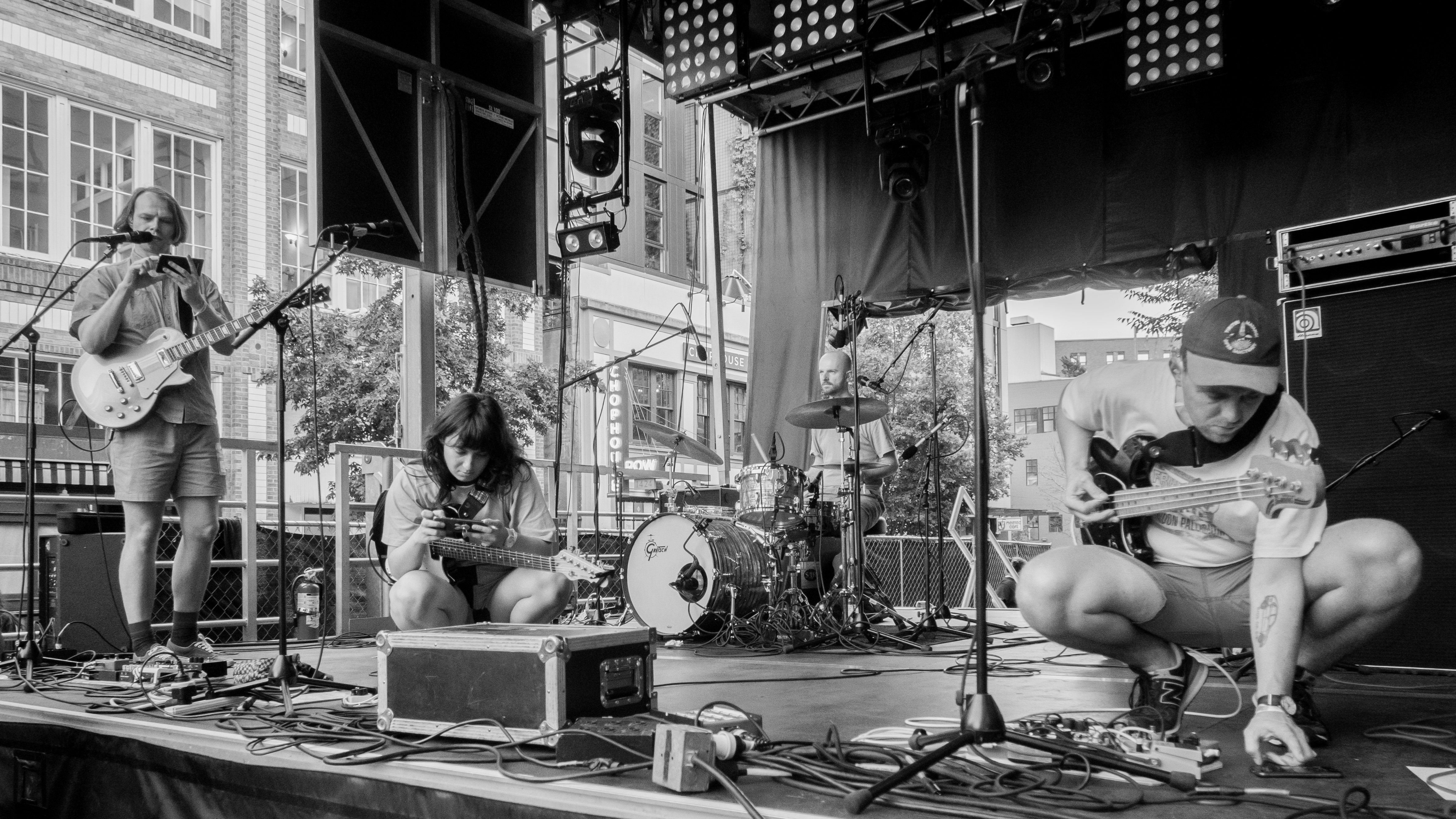
Les membres du groupe The Beths règlent le volume de leurs retours intra-auriculaires (in ear monitors) à l'aide de leur téléphone portable lors d'une balance, à Seattle (États-Unis) le 24 juillet 2022.

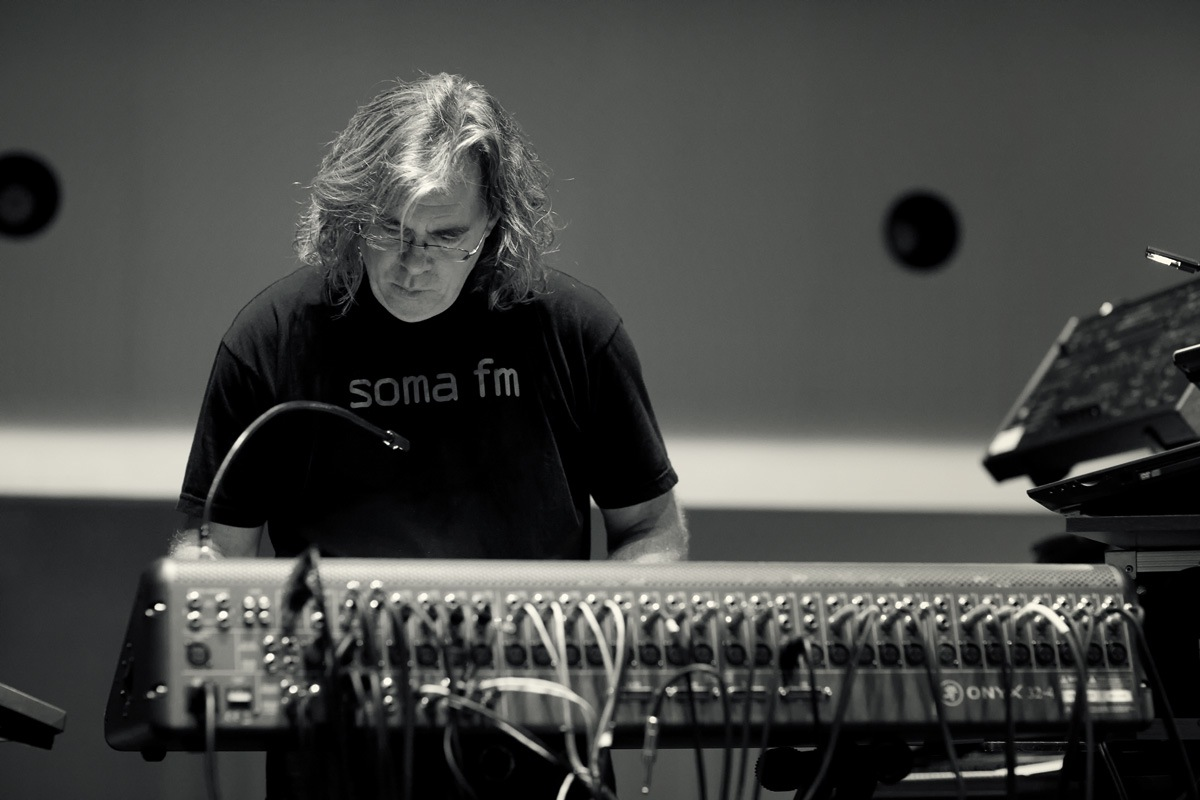
L'ingénieur du son Steve Roach en 2010 derrière sa console de mixage avant un concert.

Dans les appareils de diffusion stéréophonique, le réglage de balance change le volume relatif des canaux gauche et droit. Il permet d'équilibrer les canaux et le centrage de l'image auditive. On trouve  un potentiomètre de « balance » sur les chaînes haute-fidélité et dans les tranches stéréophoniques d'une console de mixage. Les tranches monophoniques disposent d'un potentiomètre de panoramique qui détermine dans quelles proportions le son doit être envoyé à gauche et à droite.

## Sonorisation
En sonorisation, la balance est le réglage et l'équilibrage de toutes les sources d'un concert de musique amplifiée de façon que tous les instruments et voix soient parfaitement distincts et agréables pour le public (le son "façade") mais aussi pour les musiciens sur scène (les sons "retours").

### Séquencement

#### Salle
C'est tout d'abord l'égalisation de salle qui est faite, généralement à partir d'une source enregistrée diffusée directement sur la façade, qui peut être aidée d'un analyseur de spectre et d'un générateur de bruit rose.

#### Balances individuelles

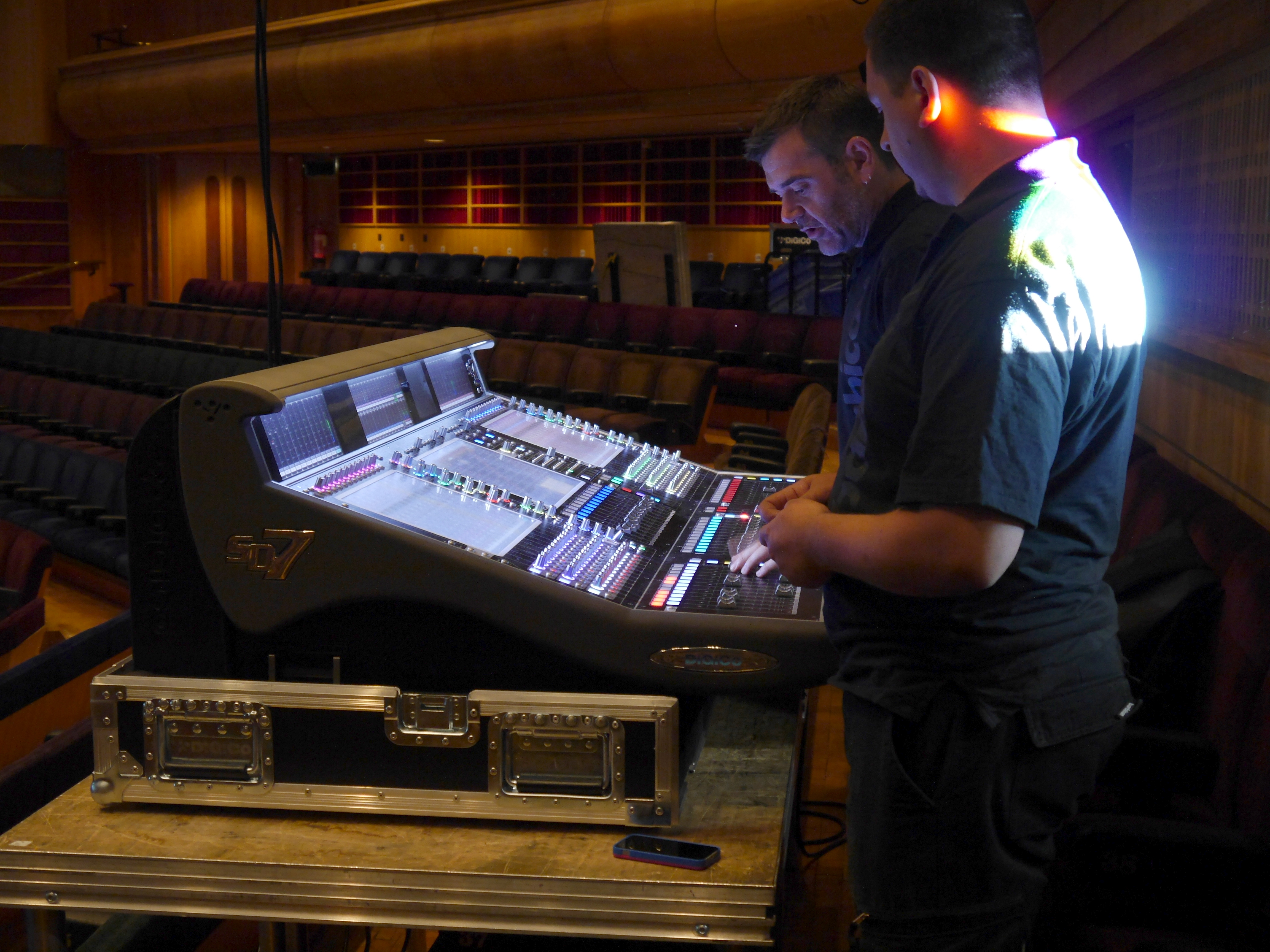
Deux ingénieurs du son devant une console de mixage lors de balances.

Pour chaque entrée (micro ou ligne), le réglage commence par la normalisation des niveaux d'entrée, via un ajustement du gain, pour le placer au maxi de sa dynamique, sans toutefois saturer les entrées. Le musicien teste ensuite l'entrée avec son instrument, en condition de jeu réelle, pour ajuster le gain d'entrée, et effectuer les corrections paramétriques individuelles (couleur et placement dans le spectre sonore). Le sonorisateur peut également choisir de placer des effets de correction de la dynamique (compresseurs, noise gate…), et règle l'affectation gauche-droite ou panoramique. Enfin, il termine par le réglage des différents effets (réverbération, delay, modulations…), en fonction des requêtes des musiciens, et du placement tridimensionnel voulu (le retard et la réverbération décalent la position de l'instrument dans l'image sonore projetée.

#### Retours

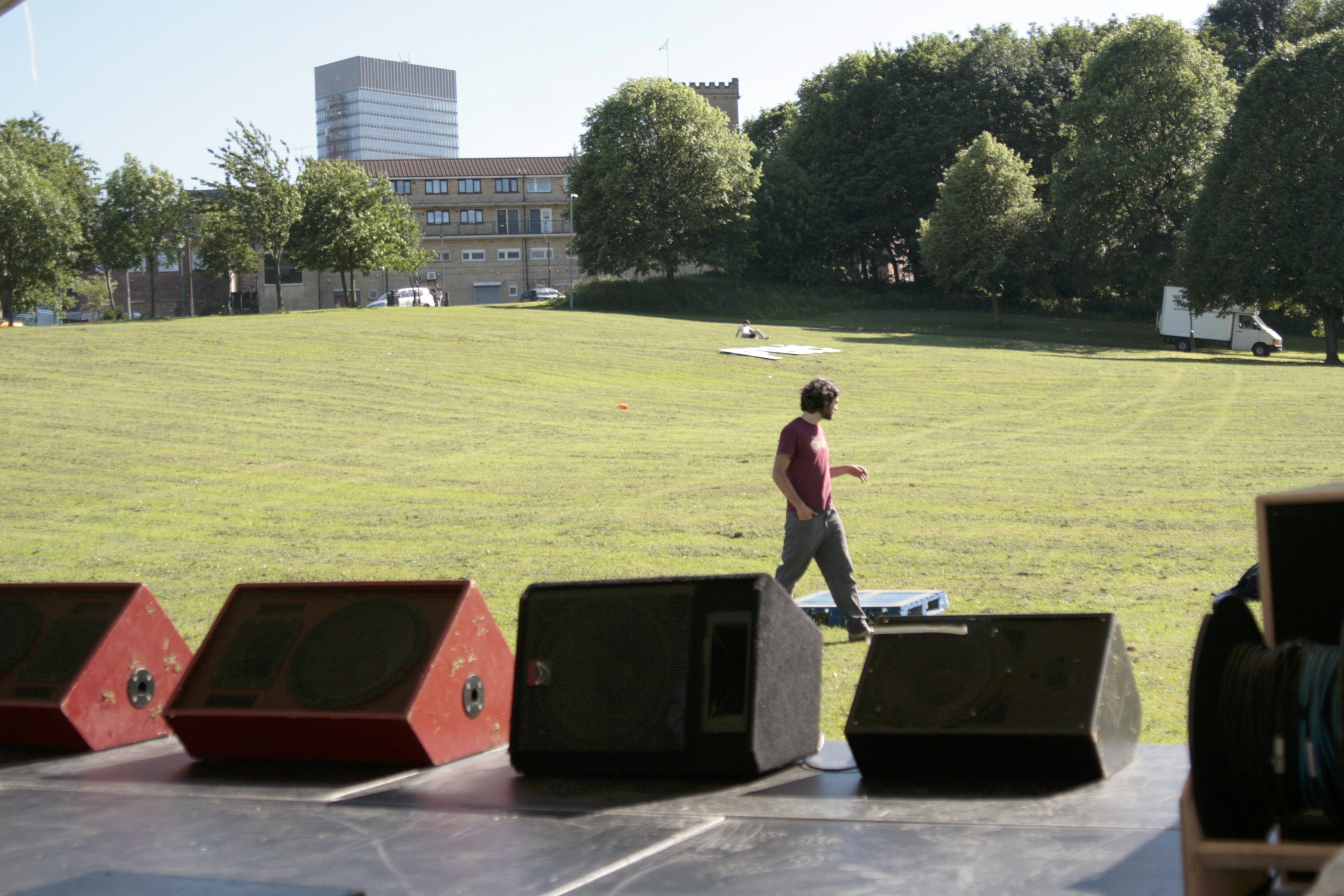
Retours « bain de pied » devant la scène. Ils permettent aux musiciens de s'entendre jouer.

Outre les réglages du son pour le public en façade, les balances servent également à permettre à tous les musiciens de s'entendre sur scène (le plateau). Des retours sont utilisés pour leur renvoyer le son, soit sous forme d'enceintes placées sur scène, soit avec des systèmes in-ears. Le son émis par les instruments acoustique (tels qu'une batterie) ou par les amplificateurs (guitare, basse...) permet également aux musiciens de s'entendre.
Parallèlement, l'égalisation du circuit retour doit être faite, pour éliminer les fréquences gênant les musiciens, ou susceptibles de générer des sifflements.

#### Balance générale
Enfin, lorsque chaque source a été réglée, tous les musiciens reviennent pour jouer ensemble, et ajuster :
- les niveaux relatifs de chaque musicien (par ordre d'amplitude, la voix, les instruments, les percussions) ;
- le placement polyphonique ;
- le placement tridimensionnel (effets) ;
- les ajustements sonores permettant de bien séparer les instruments aux tonalités et harmoniques proches ;
- et surtout, les retours de scène, permettant aux musiciens d'entendre tous les instruments nécessaires à leur bonne écoute.

### Surcroît de dynamique
Lors de cette opération de balance générale, le sonorisateur examine le niveau et la sonorité de chaque source en tenant compte du surcroît d'énergie toujours apporté par les artistes en concert pour régler la ou les consoles de mixage, de façon à établir des bases sûres pour le concert, qui libèrent l'attention pour le mixage pendant la prestation et donnent les limites à ne pas dépasser pour éviter le larsen.

### Égalisation automatique
De nombreux dispositifs informatisés permettent de simplifier ou d'aider le travail d'égalisation de salle. Si l'idée globale de cette opération est de compenser les fréquences de résonances et amplifier les fréquences amorties par la salle, ce travail se fait « à l'oreille ». Néanmoins, l'usage d'un générateur de bruit rose (toutes les fréquences émises ont le même volume) assorti d'un indicateur de niveau sur un analyseur de spectre permet d'identifier visuellement − et très rapidement − les zones du spectre à corriger.
De nombreux égaliseurs électroniques sont même capables de générer eux-mêmes le bruit rose et de proposer une correction préréglée, à l'aide d'une entrée dédiée pour un micro de test.
Lors de ce réglage, il faut toutefois anticiper le changement de conditions sonores engendré par la présence du public : de nombreuses zones de rebond seront remplacées par les spectateurs et leurs vêtements. Cela doit conduire le sonorisateur à corriger l'égalisation de salle juste avant le démarrage du public, parfois par l'émission d'un bruit rose caractéristique − et désagréable −.

## Pour approfondir